# Ejegayehu Dibaba
Ejegayehu Dibaba, etiopska atletinja, * 21. marec 1982, Chefe, Etiopija.
Sodelovala je na atletskem delu poletnih olimpijskih igrah leta 2004 in osvojila srebrno medaljo v teku na 10000 m. Na svetovnem prvenstvu leta 2005 je osvojila bronasti medalji v teku na 5000 m in 10000 m.